# Brû
Brû – miejscowość i gmina we Francji, w regionie Grand Est, w departamencie Wogezy.
Według danych na rok 1990 gminę zamieszkiwało 500 osób, a gęstość zaludnienia wynosiła 56 osób/km² (wśród 2335 gmin Lotaryngii Brû plasuje się na 594. miejscu pod względem liczby ludności, natomiast pod względem powierzchni na miejscu 671.).